# Boaschlangen
Die Boaschlangen, Echten Boas oder einfach Boas (Boinae) sind eine Unterfamilie der Boas (Boidae). Ihr Verbreitungsgebiet erstreckt sich über Mittel- und Südamerika.

## Merkmale
Die Vertreter der Boaschlangen sind muskulöse, meist mittelgroße bis sehr große Schlangen. Mit der Großen Anakonda enthält die Unterfamilie eine der größten Schlangen der Welt. Von den Sandboas (Erycinae) unterscheiden sie sich durch eine Reihe von Merkmalen des Skeletts, wie postkranialen Apomorphien, und durch die Form der Hemipenisse. Des Weiteren tragen einige Arten der Boaschlangen Labialgruben, welche bei den Sandboas stets fehlen.
Alle Boaschlangen sind ovovivipar, bringen also lebende Junge zur Welt. Die meisten Arten sind dämmerungs- oder nachtaktive Lauerjäger, gute Schwimmer und, mit Ausnahme der größten Exemplare, gute Kletterer. Die Anakondas sind an eine weitgehend aquatische Lebensweise angepasst.

## Verbreitung und Evolution
Die heutige Verbreitung der Boaschlangen weist auf einen Ursprung der Gruppe auf Gondwana hin. Fossile Arten, die den Boaschlangen zugerechnet werden, sind allerdings auch aus dem Tertiär Europas, Sibiriens und Nordamerikas bekannt, wobei die genaue Zuordnung anhand der meist aus wenigen Wirbeln bestehenden Funde oft schwierig ist.

## Systematik

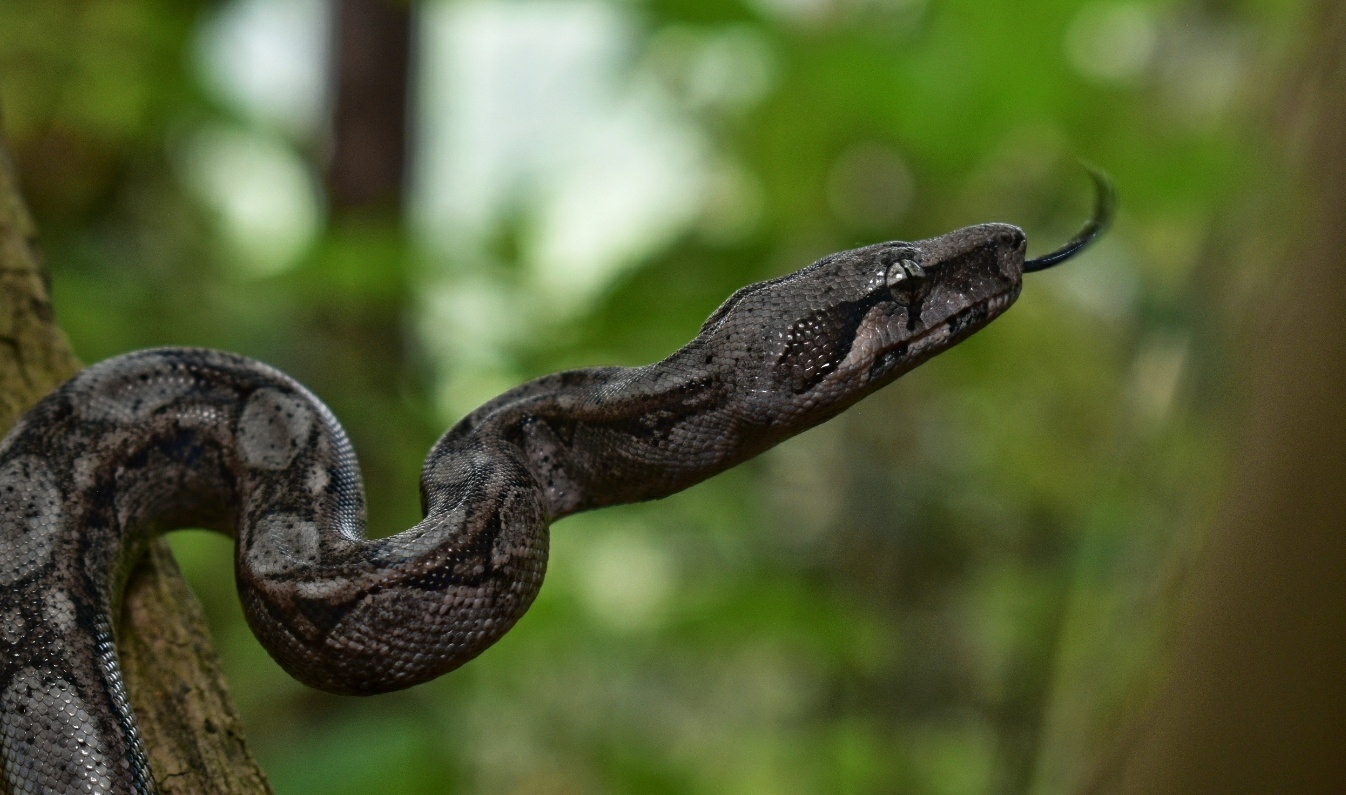
Boa sigma

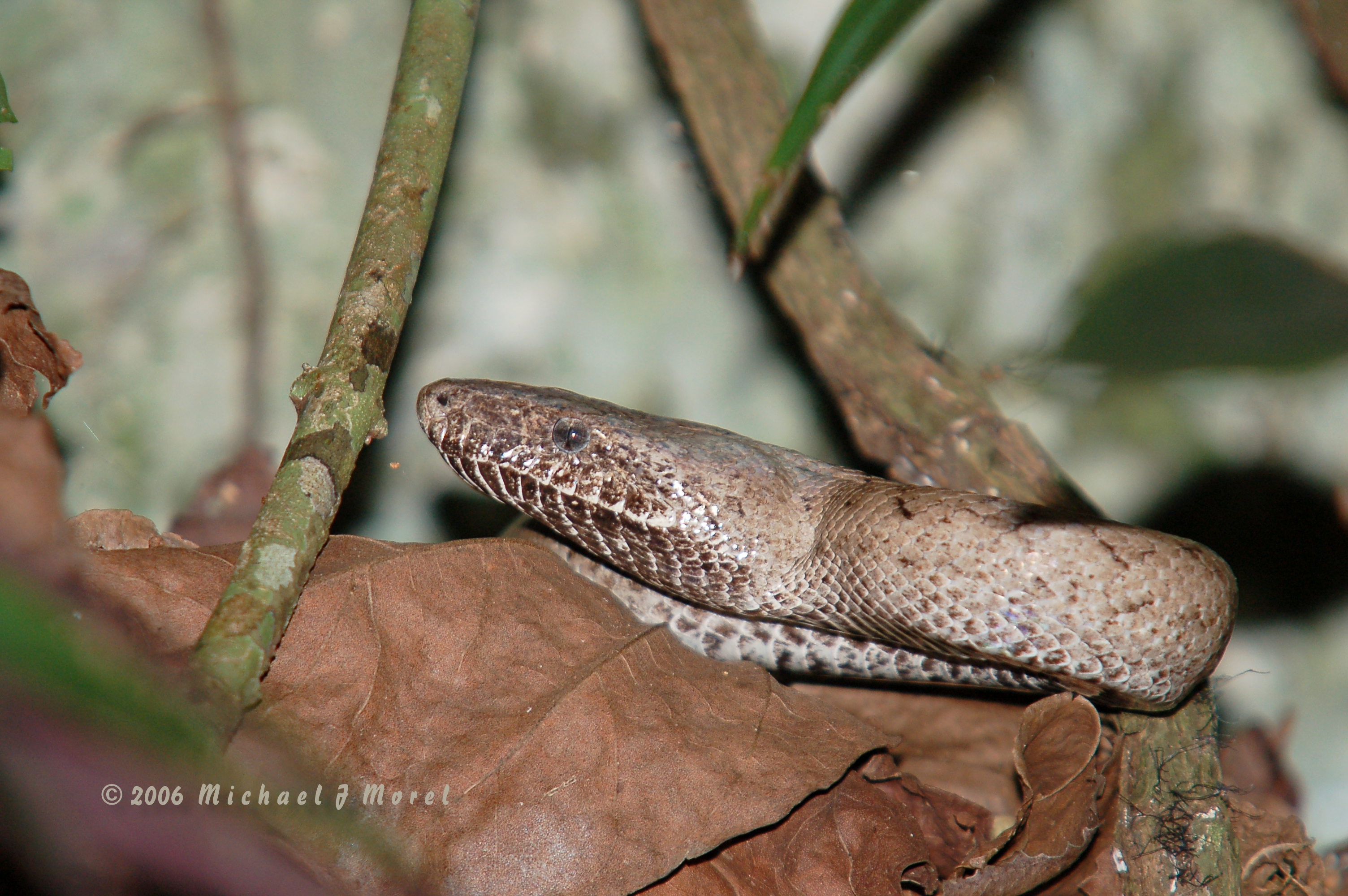
Chilabothrus inornatus

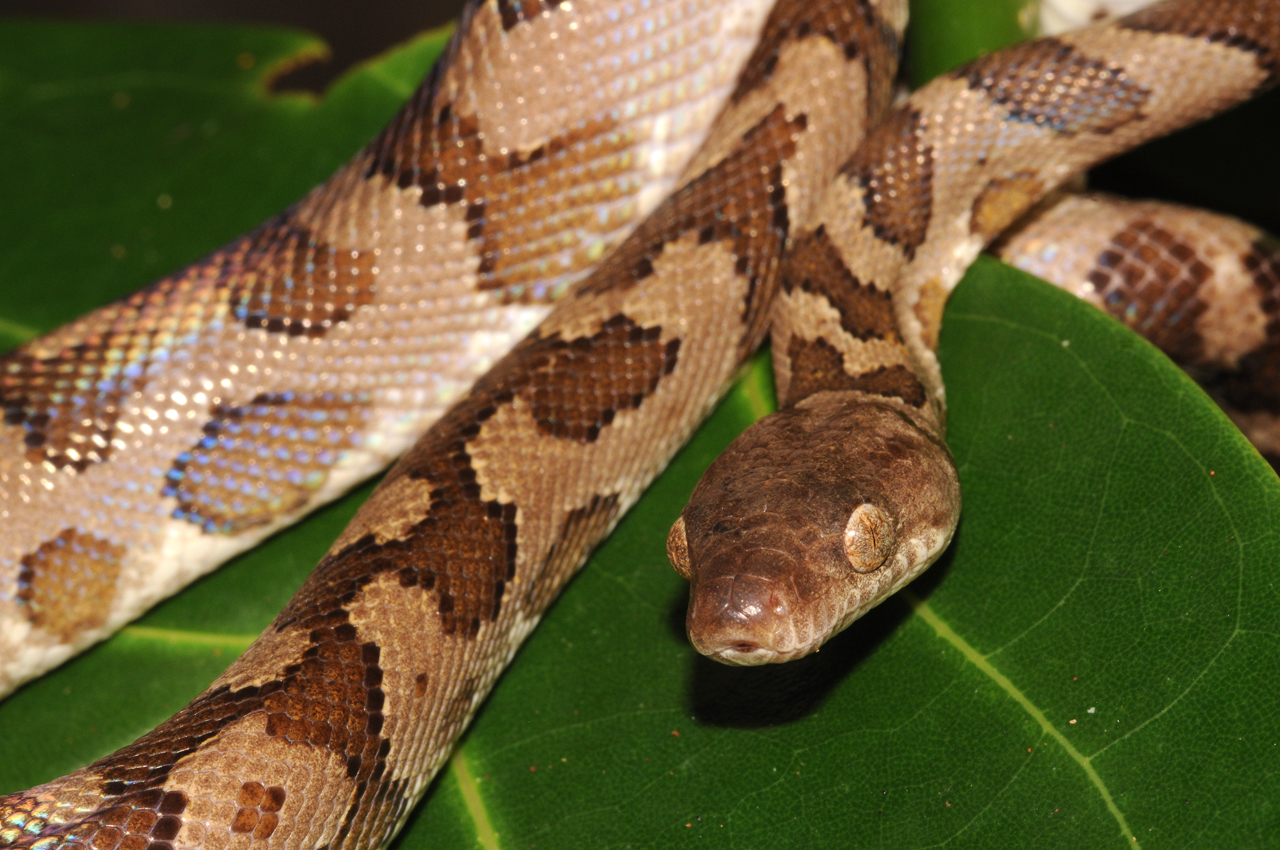
Chilabothrus monensis

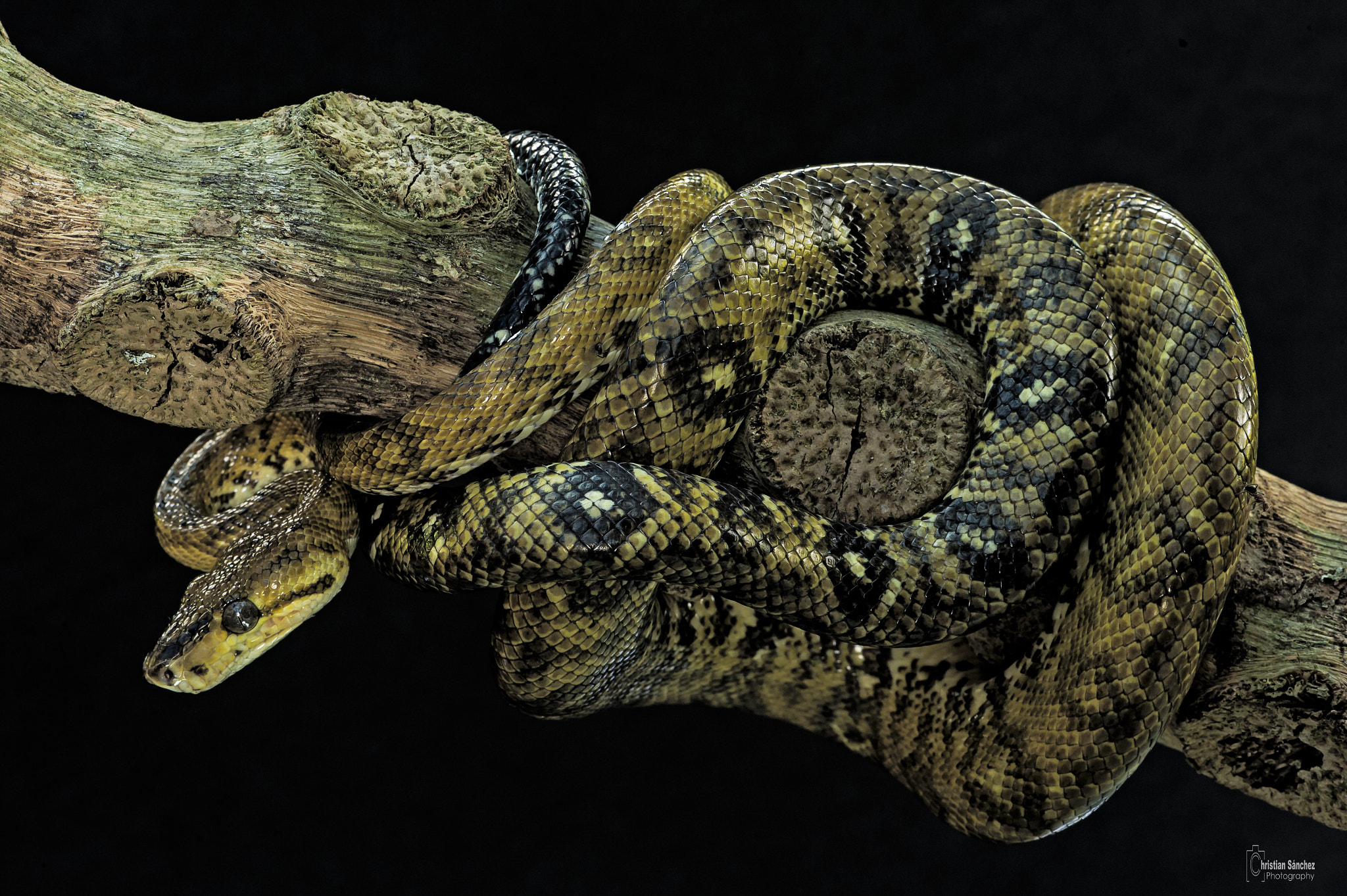
Corallus ruschenbergerii

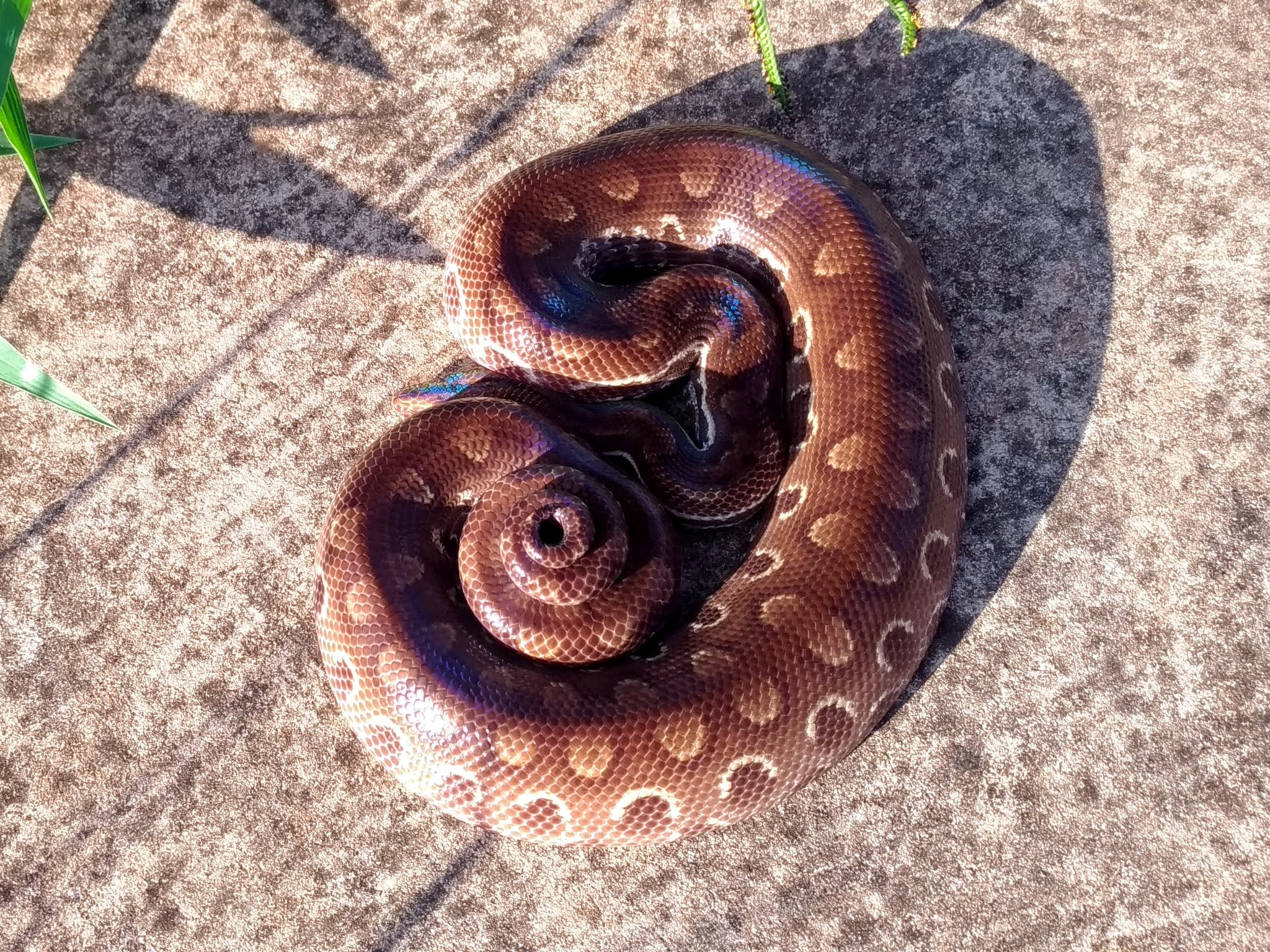
Epicrates crassus

Die Boaschlangen umfassen fünf Gattungen mit ca. 40 Arten.
- Abgottschlangen (Boa), sieben Arten
  - Boa atlantica[5]
  - Abgottschlange (Boa constrictor)
  - Kaiserboa (Boa imperator)
  - Dominica-Boa (Boa nebulosa)
  - Südboa (Boa occidentalis)[5]
  - Saint Lucia-Boa (Boa orophias)
  - Boa sigma
- Chilabothrus, zwölf Arten
  - Chilabothrus ampelophis
  - Kubanische Schlankboa (Chilabothrus angulifer)
  - Chilabothrus argentum
  - Turk’s Island-Boa (Chilabothrus chrysogaster)
  - Abaco-Schlankboa (Chilabothrus exsul)
  - Fords Schlankboa (Chilabothrus fordii)
  - Wein-Schlankboa (Chilabothrus gracilis)
  - Puerto-Rico-Schlankboa (Chilabothrus inornatus)
  - Mona-Schlankboa (Chilabothrus monensis)
  - Chilabothrus schwartzi
  - Silbergraue Schlankboa (Chilabothrus striatus)
  - Haiti-Boa (Chilabothrus strigilatus)
  - Jamaika-Schlankboa (Chilabothrus subflavus)
- Hundskopfboas (Corallus), neun Arten
  - Ringelboa (Corallus annulatus)
  - Corallus batesii
  - Blomberg-Baumboa (Corallus blombergi)
  - Grüner Hundskopfschlinger (Corallus caninus)
  - Corallus cookii
  - Corallus cropanii
  - Grenada-Gartenboa (Corallus grenadensis)
  - Hundskopfboa (Corallus hortulanus)
  - Ruschenbergers Gartenboa (Corallus ruschenbergerii)
- Schlankboas (Epicrates), fünf Arten
  - Argentinische Regenbogenboa (Epicrates alvarezi)
  - Gestreifte Regenbogenboa (Epicrates assisi)
  - Rote Regenbogenboa (Epicrates cenchria)
  - Paraguay-Regenbogenboa (Epicrates crassus)
  - Braune Regenbogenboa (Epicrates maurus)
- Anakondas (Eunectes), fünf Arten
  - Nördliche Grüne Anakonda (Eunectes akayima)
  - Beni-Anakonda (Eunectes beniensis)
  - De Schauensees Anakonda (Eunectes deschauenseei)
  - Große Anakonda (Eunectes murinus)
  - Gelbe Anakonda (Eunectes notaeus)

Die fünf Arten der Pazifik-Boas (Candoia), die bis 2013 ebenfalls in die Unterfamilie Boinae gestellt wurden, werden heute der Unterfamilie Candoiinae zugeordnet, die drei madegassischen Boaarten (Gattungen Acrantophis und Sanzinia) bilden die Unterfamilie der Madagaskarboas (Sanziniinae).
Die Boinae wurden ursprünglich anders definiert und umfassten alle Arten die heute in die Familie Boidae gestellt werden.

## Schutzstatus
Die Gattung Acrantophis, die Arten Epicrates inornatus, Epicrates monensis, Epicrates subflavus und Sanzinia madagascariensis sowie die Unterart Boa constrictor occidentalis wurden als unmittelbar bedroht in den Anhang I des Washingtoner Artenschutzabkommens aufgenommen, was den Handel mit diesen Tieren verbietet.
Alle anderen Arten der Boinae sind im  Anhang II aufgeführt. Das heißt, dass der Im- und Export von Tieren genehmigt werden muss. Ferner müssen Tiere, die sich in privater Haltung befinden, bei der zuständigen Behörde (Gemeinde und Untere Naturschutzbehörde) angemeldet sein.